# Экономия (кооператив)
Верхнеудинское кооперативное товарищество «Экономия» — один из крупнейших кооперативов Сибири и Забайкалья в начале XX века.

## История
В 1913 году по инициативе рабочего верхнеудинского железнодорожного депо Г. И. Камынина было организовано всесословное кооперативное общество «Экономия». В 1921 году управляющим кооператива был Г. И. Камынин.
Городские общества потребителей «Экономия» открылись в Троицкосавске, Мысовске, Баргузине и Петровск-Заводске.
К 1917 году «Экономия» владела сетью магазинов и лавок в Верхнеудинске и пригородах. Были открыты агентства за границей: в Маймачене и Урге (Монголия), в Тяньзине, Харбине и Шанхае (Китай). Кооператив вёл культурно-просветительную работу. 6 августа 1918 года товарищество открыло амбулаторию для своих членов.
В январе 1914 года в Верхнеудинске по инициативе потребительского общества «Экономия» на съезде кооператоров Западного Забайкалья было создано Прибайкальское торгово-промышленное товарищество кооперативов («Прибайкалсоюз») — орган управления кооперативами.
Во время Первой мировой войны при магазинах Верхнеудинского общества потребителей «Экономия» (на Базарной площади в доме наследников Фролова и на углу Кяхтинской и Железнодорожных улиц в доме Белова) был открыт городской склад продуктов первой необходимости. Их продажа производилась по заготовительной стоимости с начислением не более 5 % для возмещения обществу «Экономия» расходов по найму служащих, помещений, усушки, утряски продуктов. Помещение под склады Городская управа выделила бесплатно.
В конце 1916 года кооператив открыл хлебопекарню, позже приобрел крупчатовальцевую мельницу, кожевенно-хромовый, мыловаренный, лесопильный заводы, лесосеку в селе Ганзурино, рыбоконсервный завод в Посольском , молочную ферму и свиноферму в Верхнеудинске. В 1916 году кооператив открыл своё колбасное производство с целью «улучшения качества и цены».  Кооперативная колбаса появилась в продаже в феврале 1917 года «Это сразу сбавило цены в частных лавках на 20 коп. с фунта. Скоро частные производители вынуждены будут и качество улучшить вслед за кооперативом».
В конце 1918 года в Верхнеудинске был создан подпольный комитет РКП(б). В состав комитета входил Г. И. Камынин. В «Экономии» была создана подпольная ячейка большевиков. В подпольной работе принимали участие: член правления кооператива Г. Камынин, председатель правления кооператива Л. Непомнящий, члены правления Петров, М. Монойленко, Н. Изаксон, рабочие Н. Столбов, Калиниченко, П. Кычаков и другие. В конфектной фабрике Якушенков, Люба Мальвина, Янькова.
В 1923 году «Экономия» была преобразована в Единое Потребительское Общество «Единение».

## Общественная деятельность
Верхнеудинская «Экономия» всю прибыль от посторонних операций перечисляла в культурный фонд — на создание Народного дома, а затем и в пользу предполагаемого Народного университета Восточной Сибири.
В 1920—1922 годах «Экономия» и Прибайкалсоюз субсидировали работу Прибайкальского народного университета (ПНУ) ДВР.

## Известные сотрудники
- Вагжанов, Александр Петрович — работал сторожем в магазине Нижней Берёзовки.

## Адреса в Улан-Удэ
- ул. Ленина, 23 — дом Л. Самсоновича. В 1919 году в здании размещалось кооперативное общество «Экономия», работала подпольная большевистская организация. Памятник архитектуры.
- ул. Сотниковская, 3 — здание, где в магазине кооперативного общества «Экономия» работал председатель подпольного комитета большевиков Прибайкалья А. П. Вагжанов. Памятник истории.

## Боны товарищества
В 1921 году «Экономия» выпускала расчётные марки (боны) номиналом от 5 копеек до 10 рублей. На некоторых в центре ставилась круглая печать с надписью  «РСФСР Ганзуринские заводы».